# Forsiring
En forsiring er en fint detaljeret udsmykning af f.eks. et smykke. 
Inden for musikken er en forsiring en udsmykning af en melodi, hvor typisk længere toner udfyldes med små improviserede skalaløb eller drejemotiver. Forsiring forekommer ofte i sang i f.eks. soulmusik, hvorved der opstår melismer, og hos instrumenter der på grund af begrænset klanglængde ikke kan spille lange toner som for eksempel guitarer. 